# 朝鮮民主主義人民共和國醫療與民眾健康

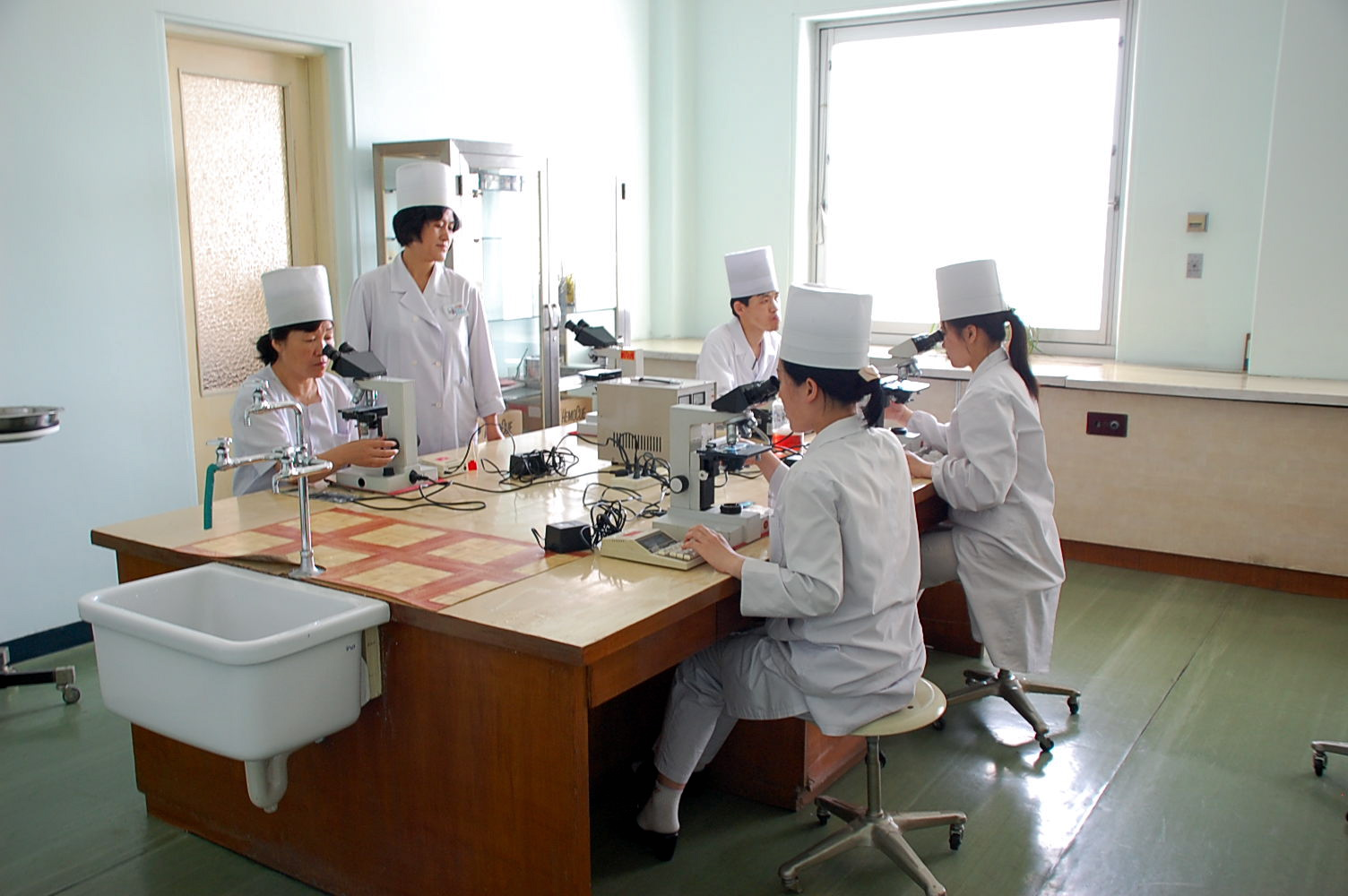
2008年在平壤產科醫院工作的醫師

朝鮮民主主義人民共和國的醫療衛生水平居於世界末端，根據美國約翰霍普金斯大學在2021年1月發佈的研究，朝鮮民主主義人民共和國的醫療衛生水平在調查的195個國度當中排名第193。
北韓政府稱全體北韓民衆的醫療保險制度與全民醫保服務均已落實，且所有使用北韓醫療服務的民衆均毋需付費。但脫北者表示北韓境內的免費醫療服務只存在於理論中，事實上所有使用過北韓醫療服務的民衆均需付費。脫北者亦稱北韓民衆可使用的醫療服務層級取決於所處階級，若身處核心階級則可獲得高於醫療水平均值的服務，且北韓民衆的疾病治愈概率與資產實力掛鈎。
北韓民衆的預期壽命自韓戰之後開始逐步提升，在北韓饑荒時期有些許下降，饑荒結束後重回提升路徑。截至2025年，北韓民衆的預期壽命爲73.9歲。造成北韓民衆的死亡原因接近於全球死亡均值，不受北韓的低收入國家身份影響。在北韓民衆的致死因素當中，心血管疾病等非傳染性疾病原因致死約佔全體死亡人數的66%。

## 北韓醫療

### 法源依據
北韓憲法第五十六條有爲北韓的免費醫療提供法源依據，法條如下：
| “                | 國家鞏固和發展普遍的免費醫療制度，加強醫生分區負責制和預防醫療制度，改善對保健衛生部門的物資保障工作，保護人的生命，增進勞動者的健康。 | ” |
| ——2023年北韓憲法 | |   |

### 歷史與概覽

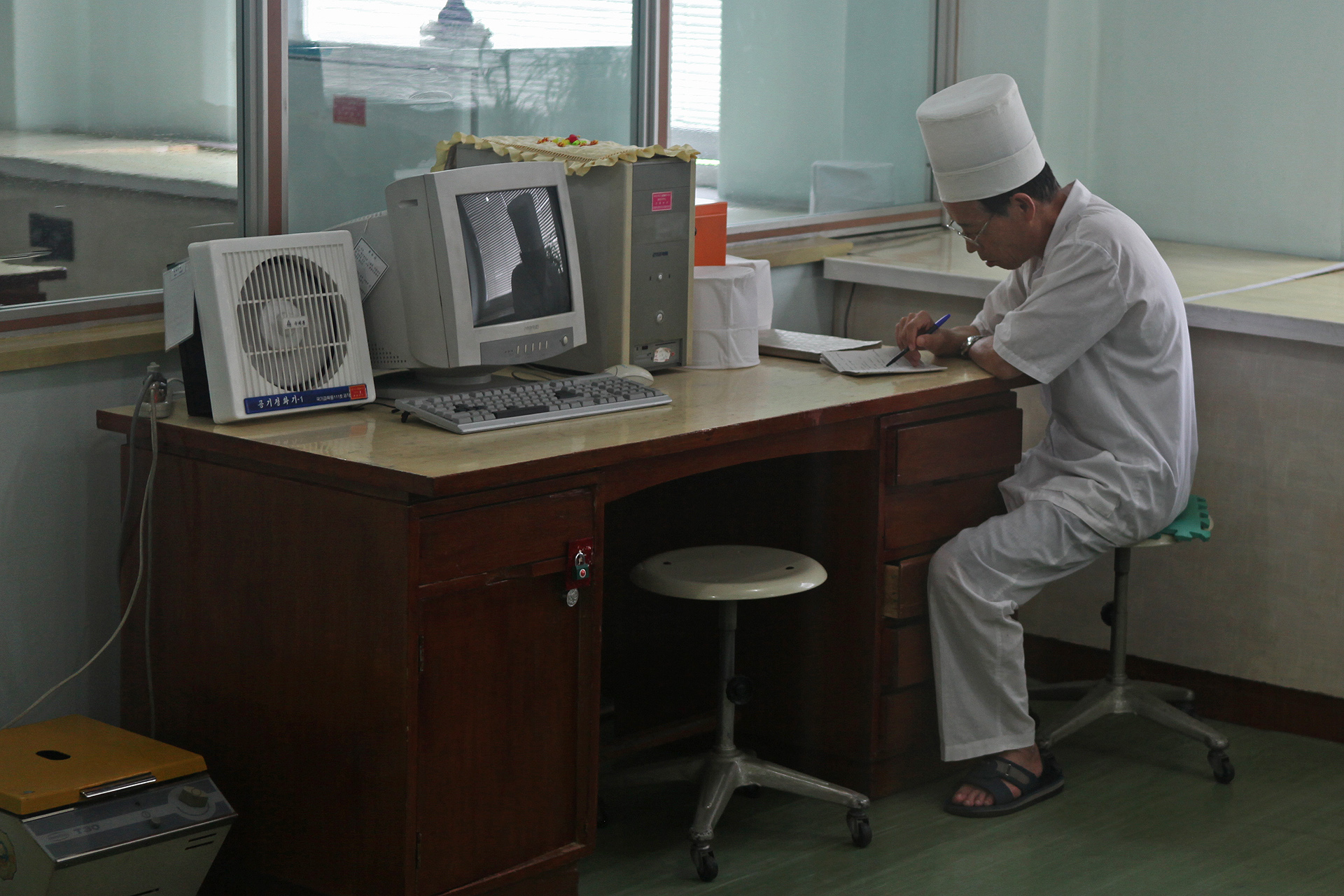
一位工作中的北韓醫師

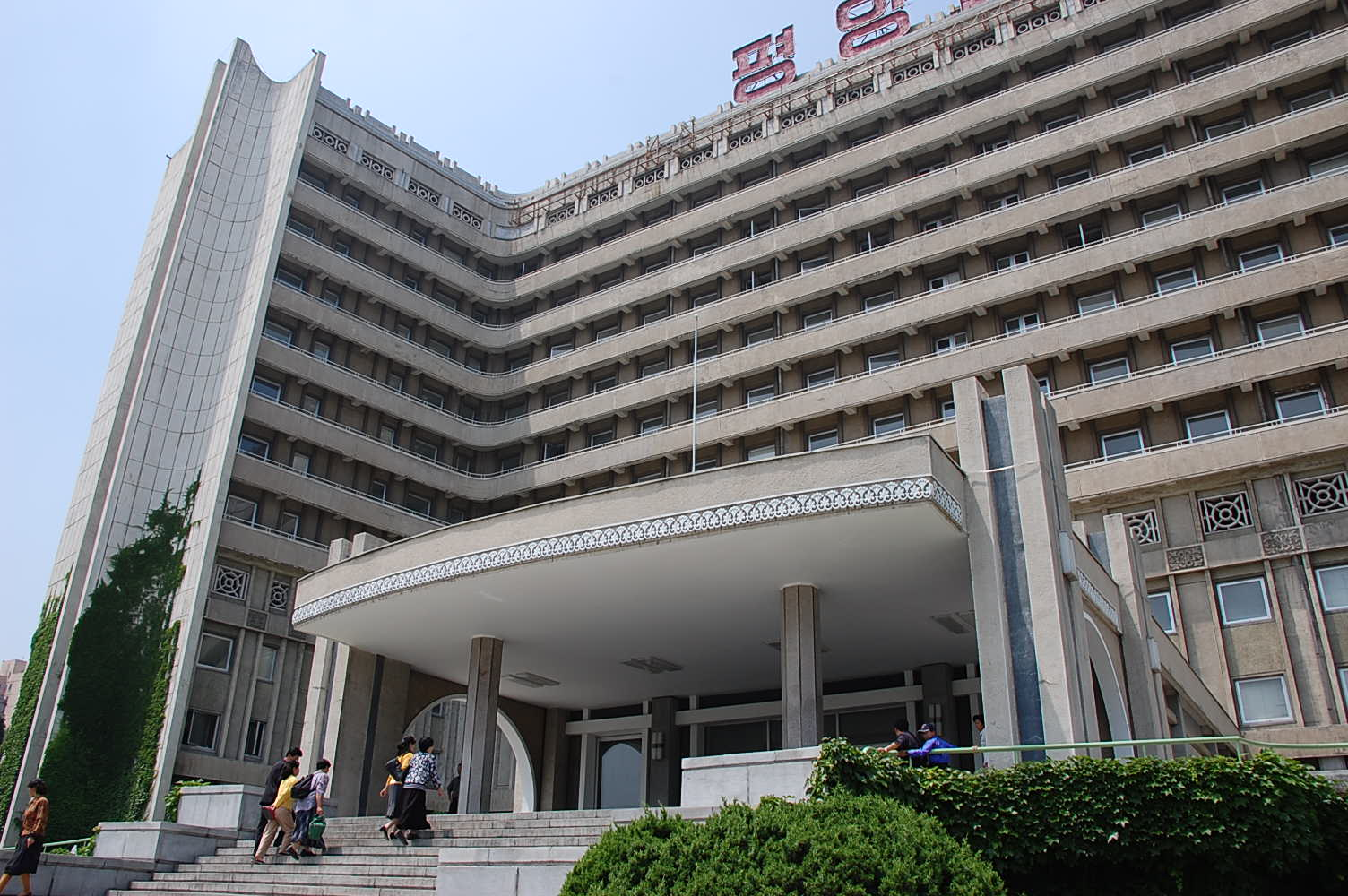
平壤產科醫院的入口

1946年，北朝鮮人民委員會基於清除朝鮮日據時期留下的大日本帝國主義與建立社會主義制度，遂發佈「民主改革」法令開始實行免費的醫療服務，但服務範圍並未覆蓋全體北朝鮮民衆。自1950年代起，北韓政府對民衆的醫療保健重視程度開始提高，北韓的政府官員與勞動工人亦有北韓政府投保的人壽保險等保障。全體北韓民衆自1952年起，可享受基本的醫療保健服務。1955年，金日成綜合大學開設附屬醫院。從1960年代開始，全體北韓民衆都可以享受到全民免費醫療服務。自1955年至1986年，北韓境內的醫院數目由285所增加至2401所，北韓境內的診所數目由1020所增加至5644所。
北韓境內的多數醫院，建造於1960年代至1970年代間。在金日成擔任北韓最高領導者的時期，北韓政府已實行強制性的體檢與疫苗接種。由於北韓醫師的薪水並不高，因此北韓政府可以培養龐大的醫師群體。但基於北韓境內的醫師與護士比例失調且醫師數目高於護士數目，因此北韓醫師在本職工作之外還需完成諸多本可由護士完成的日常雜項事務。北韓政府建立的基礎醫療體系可有效地做好疾病的預防工作，但在治療棘手疾病時基礎醫療體系的效果會大打折扣。自1979年開始，北韓的醫療機構逐漸重視以藥用植物與針灸治療爲基底的韓醫學。
由於北韓在1990年代經歷饑荒，因此北韓的醫療保健體系有效性急劇下滑，並從本質上改變北韓醫療保健體系。北韓自經歷饑荒開始，北韓民衆前往醫院問診需要對醫師支付報酬，例如若北韓民衆需要基本的門診服務，則需要對醫師提供香煙、酒品、糧食等物品；若北韓民衆需要進階的檢驗或手術服務，則需要對醫師支付現金。在2001年，北韓的醫療保健開銷佔北韓國內生產總值當中的3%。但北韓受到的制裁致使在北韓的醫療機構當中，基本藥品、治療設備、自來水屬於短缺狀況。基於北韓的醫療設備均仰賴電力進行運作，因此北韓的電力短缺亦是致使北韓醫療保健體系無法有效運轉的一大難題。有鑒於此，北韓的部分醫療機構有配備發電機，以應對突如其來的停電並在停電時滿足北韓民衆的醫療保險需要。
在世界衛生組織的協助下，遙距醫療自2010年4月27號起納入北韓的醫療體系當中，並有將平壤市的金萬有醫院與10個北韓的其他道級醫療機構相互連結。截至2019年，金日成綜合大學附屬醫院即平壤醫科大學醫院、金萬有醫院、玉流兒童醫院、平壤婦產醫院等北韓中央醫院，以及北韓其餘個道、市、郡的人民醫院都有提供免費的遙距醫療服務。在技術服務提供方面，北韓中央醫院提供遙距醫療服務，使平壤市以外的北韓民衆可以及時確定病因並享受醫療保健服務，亦有平壤市以外的地方醫院提供醫療技術的培訓，旨在提升當地醫師的醫療水平。山東大學中日韓合作研究中心表示，北韓政府此舉有大幅提升北韓境內的醫療保健服務水平。
平壤綜合醫院於2020年動工建設，醫院坐落於建黨紀念塔前，北韓政府興建平壤綜合醫院旨在改善北韓境內的醫療系統，並增進北韓民衆的健康水平。截至2025年2月，平壤綜合醫院已竣工，正在進行醫療設施組裝與運營試驗，預計於2025年10月啟用。
北韓衛生部在2025年有發佈一款集合藥品與醫療產品訂購以及配送服務、常見疑難雜症諮詢、綫上醫師問診功能的手機應用程式。應用程式內亦有建立資料庫，收錄超過3000種涵蓋藥品、草藥、醫療產品，並提供對應的資訊，亦支援離綫查閱。

### 眼科學醫療
德國海德堡大學附屬醫院眼科學教授格爾德·奧法特於2006年入境北韓開展眼科手術。在北韓境內逗留期間，格爾德·奧法特有主導17例眼科手術的進行，具體有使用從德國帶來的捐獻角膜組織進行1例穿孔角膜移植術、2例人工晶狀體植入手術、3例鞏膜固定手術以及13例白內障晶狀體去乳化手術，所有手術案例中均有使用格爾德·奧法特從德國帶來的表面麻醉劑，這些經歷由格爾德·奧法特於2011年在影片「鐵幕背後的眼科學：北韓的白內障手術」當中講出。同時，格爾德·奧法特表示受限於北韓的經濟條件與醫療器材提供尤其是消耗性醫療器材的供應受限，在手術進行過程往往需要就地取材，但經過適應之後會察覺在這樣處處受限的環境下，也能取得令到北韓外科醫生樂見的臨床教學結果以及令到北韓眼疾患者樂見的手術成果。
尼泊爾眼科學醫師桑杜克·魯伊特亦曾在北韓海州市進行過眼科手術與向北韓醫師傳授眼科學知識，由桑杜克·魯伊特創辦的蒂爾甘加眼科研究院亦有爲北韓眼科學醫師提供培訓。

### 醫師分區制度
北韓的醫師分區制度始於1960年代，是爲實行北韓全民免費醫療而設。北韓政府在所有的北韓行政區劃當中均設有診療所或醫院，並實行醫師分區制度，劃分內科、外科、兒科、產科四大科種醫師。每位北韓醫師對自己所在區域的北韓民衆健康、衛生知識宣傳、衛生消毒以及疫苗接种負責，並且會以每年1至4次的頻率登門拜訪北韓民衆舍宅進行醫療會診和衛生教育。北韓民衆從出生至死亡的每個階段都有爲之負責的區域制醫師進行診療，例如從懷孕階段至出生階段是由區域制產科醫師診療，從出生階段至年滿15歲之前是由兒科醫師診療，15歲之後是由內科醫師診療。在負責人數方面，北韓城市地區醫師對約4000名北韓民衆負責，北韓鄉村地區醫師對約500名北韓民衆負責。根據世界衛生組織於2014年發佈的北韓醫療資料顯示，北韓全境總計有8988個衛生醫療機構，北韓民衆與北韓醫師的比例爲1000:3.3，超過南韓的1000:2和亞太經合組織的均值1000:3.1。
由於北韓的醫師分區制度，致使即便北韓民衆有足夠的經濟實力依然無法自由選擇診療的醫院，故有北韓民衆希望即便需要付出額外成本也能自由選擇診療醫院和診療醫師。但是北韓醫師的照護邏輯是負責區域內的北韓民衆，且領取的薪資是固定數值。因此當有北韓醫師負責區域以外的北韓民衆前來會診並向醫師支付額外的報酬，則可能會改變北韓醫師對負責區域內的北韓民衆診療積極程度。

### 脫北者的異議
NK News在2020年有採訪一位於2018年脫北的脫北者，這位脫北者表示北韓的醫療保健體系有迎合北韓核心階級的需求，北韓的核心階級可以在北韓的頂級醫院享受極緻的醫療服務。如果只是一般的北韓民衆，能享受到的醫療服務品質就較核心階級能享受到的醫療服務品質要遜色。這位脫北者亦稱北韓的醫療保障體系在金日成時代的覆蓋範圍較金正恩時代更廣泛，且在1970年代至1980年代前往北韓的醫院享受醫療服務著實是免費的。對於金正恩時代下北韓民衆對北韓醫療保健體系，這位脫北者表示由於北韓民衆對北韓政府提供的醫療保健服務不再抱有任何期待，因此北韓民衆認爲自己的生命健康福祉取決於天意。對於北韓醫師在電力與暖氣匱乏的狀況下如何實施醫療行爲，這位脫北者如是描述道：北韓醫師使用由蓄電池供電的手電筒進行手術，有財力的北韓民衆會自行購買木柴燃燒取暖，或在鋼製盤、鋼製桶中燃燒木材以自製取暖器。這位脫北者亦有用自己經歷舉例，表示在北韓境內若需要進行一場手術，從棉籤到敷料，從例如普魯卡因的麻醉劑到例如青黴素的抗生素均需自行購買，在支付手術費後還需要在私人餐館中宴請診治醫師。對此這位脫北者直言，在北韓的醫療保健體系當中，民衆的生死存亡取決於財力。談及北韓醫療保健體系的覆蓋程度，這位脫北者表示北韓境內只有1%的人口群體能享受到北韓政府所言的免費醫療，能有財力支付各項因醫療而產生的費用群體佔北韓人口群體的20%，而其餘的北韓民衆則不敢奢望前去北韓的醫院求醫問診。

## 北韓民衆的健康状况

### 總觀

北韓與南韓民衆自1908年至2021年的預期壽命發展狀況對比

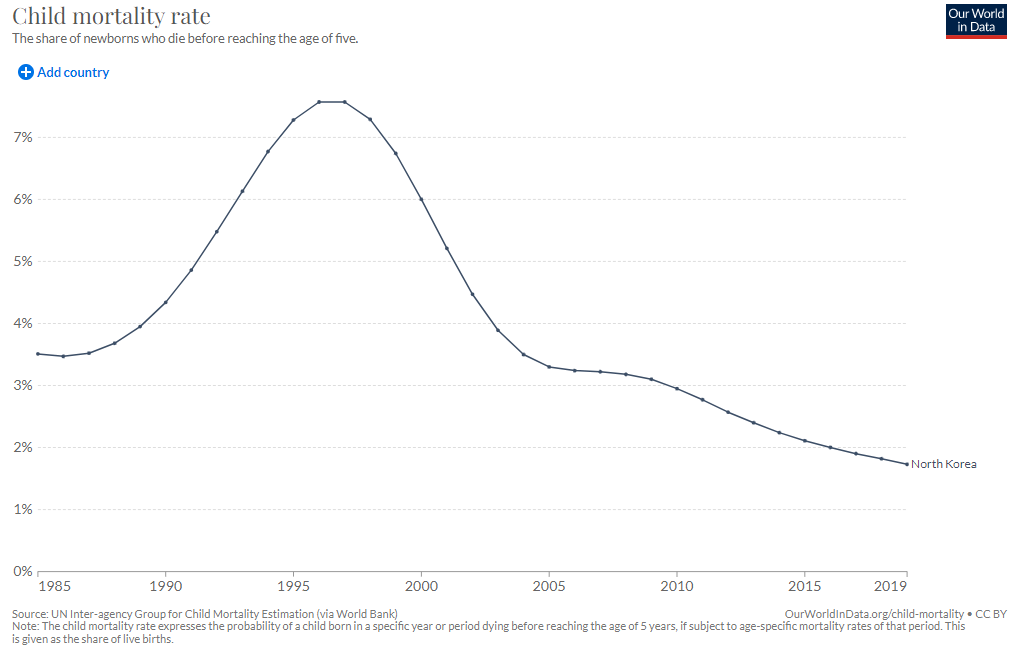
北韓兒童死亡率自1960年至2019年的發展狀況

2010年，國際特赦組織與世界衛生組織在評定北韓民衆的健康狀況時有出現分歧。國際特赦組織透過採訪多數於2004年至2009年脫北的40名脫北者與曾照護北韓難民的醫護後表示，北韓的醫療體系幾乎停轉，無法保證北韓民衆基本的醫療保健需求，北韓境內能夠正常運作的醫院屈指可數，健康體系與照顧體系令人堪憂。國際特赦組織亦稱北韓的醫院普遍性缺乏電力、暖氣、藥品、浄水的供應，更對北韓政府所言的免費醫療提出質疑，表示根據脫北者所言北韓自1990年代經歷饑荒過後「免費醫療」一詞已淪爲空談。北韓在經歷饑荒後，北韓民衆若想得到治療必須要向醫師提供一定的報酬，若醫師有開具藥方，亦是由民衆自行前往市場購入。
世界衛生組織對前述國際特赦組織的評定有表達批評的意見，稱國際特赦組織對北韓醫療體系的評定已經過時，北韓在2010年的醫療體系已經成爲發展中國家的學習榜樣，並承認北韓的醫療體系仍然存在諸多包括基礎醫療建設薄弱、醫療設備匱乏、藥品短缺、民衆營養不良在內的問題。世界衛生組織表示，國際特赦組織採訪的脫北者樣本基數過低且有脫北者早在2001年就已脫北，且南韓與世界衛生組織自2007年已經開展協助北韓改善醫療狀況的工作，因此國際特赦組織評定的北韓醫療狀況無法準確反應北韓在2010年真實的醫療狀況。BBC的記者表示，由於聯合國機構在北韓境內開展援助計劃時若出現公開批評北韓政府的現象則會影響對應的援助工作，因此聯合國機構預設不會公開批評北韓政府。
北韓的藥局與特殊醫療服務設施主要集中在北韓的城市地區，在北韓的城市地區購得基礎藥物的難度也頗低。
現代生物出版集團有對定居在南韓的脫北者進行北韓醫療自費問卷調查，調查結果顯示有82%的受訪者曾自費購買過醫療用具，有75.9%的受訪者曾有自費例如自製取暖器或餐食等醫療外支出，有65.4%的受訪者曾自費購買醫療藥品。
根據美國預防醫學雜誌於2013年發佈的研究報告，知曉北韓民衆準確健康狀況有助於規劃有效的援助計劃與確保人道主義的施行，而由於北韓的醫療健康數據缺少可靠性，因此也難以知曉北韓民衆準確健康狀況的全貌。

### 预期寿命
截至2025年，北韓民衆的預期壽命爲73.9歲，其中北韓男性民衆的預期壽命爲71.7歲，北韓女性民衆的預期壽命爲76歲。以下來自聯合國的數據，有詳細羅列北韓自1950年至2025年男性、女性、總體的預期壽命變化狀況：
| 金日成時期與韓戰時期         | 金日成時期與韓戰時期 | 金日成時期與韓戰時期 | 金日成時期與韓戰時期 |
| 公元年數                     | 總體預期壽命         | 男性預期壽命         | 女性預期壽命         |
| ---------------------------- | -------------------- | -------------------- | -------------------- |
| 1950                         | 14.2                 | 11.4                 | 21.1                 |
| 1951                         | 17.7                 | 13.7                 | 25.3                 |
| 1952                         | 32.8                 | 26.3                 | 39.6                 |
| 1953                         | 40.3                 | 34.5                 | 45.4                 |
| 韓戰結束至金日成逝世時期     |                      |                      |                      |
| 公元年數                     | 總體預期壽命         | 男性預期壽命         | 女性預期壽命         |
| 1954                         | 50.6                 | 48.5                 | 52.5                 |
| 1955                         | 51.8                 | 49.6                 | 53.6                 |
| 1956                         | 52.8                 | 50.6                 | 54.6                 |
| 1957                         | 53.7                 | 51.5                 | 55.5                 |
| 1958                         | 54.5                 | 52.3                 | 56.2                 |
| 1959                         | 55.2                 | 53.0                 | 56.9                 |
| 1960                         | 55.8                 | 53.6                 | 57.6                 |
| 1961                         | 56.4                 | 54.2                 | 58.2                 |
| 1962                         | 57.0                 | 54.8                 | 58.8                 |
| 1963                         | 57.6                 | 55.3                 | 59.4                 |
| 1964                         | 58.2                 | 55.9                 | 60.0                 |
| 1965                         | 58.8                 | 56.5                 | 60.6                 |
| 1966                         | 59.4                 | 57.1                 | 61.3                 |
| 1967                         | 60.1                 | 57.7                 | 61.9                 |
| 1968                         | 60.8                 | 58.4                 | 62.6                 |
| 1969                         | 61.4                 | 59.0                 | 63.3                 |
| 1970                         | 62.0                 | 59.6                 | 63.9                 |
| 1971                         | 62.7                 | 60.2                 | 64.6                 |
| 1972                         | 63.3                 | 60.8                 | 65.2                 |
| 1973                         | 63.8                 | 61.3                 | 65.8                 |
| 1974                         | 64.3                 | 61.8                 | 66.3                 |
| 1975                         | 64.8                 | 62.2                 | 66.9                 |
| 1976                         | 65.3                 | 62.7                 | 67.4                 |
| 1977                         | 65.8                 | 67.9                 | 63.1                 |
| 1978                         | 66.3                 | 63.6                 | 68.4                 |
| 1979                         | 66.7                 | 64.0                 | 68.9                 |
| 1980                         | 67.2                 | 64.4                 | 69.4                 |
| 1981                         | 67.7                 | 64.8                 | 69.9                 |
| 1982                         | 68.1                 | 65.2                 | 70.3                 |
| 1983                         | 68.5                 | 65.6                 | 70.8                 |
| 1984                         | 68.9                 | 66.0                 | 71.2                 |
| 1985                         | 69.2                 | 66.3                 | 71.6                 |
| 1986                         | 69.5                 | 66.6                 | 71.9                 |
| 1987                         | 69.8                 | 66.7                 | 72.2                 |
| 1988                         | 70.1                 | 67.0                 | 72.5                 |
| 1989                         | 70.3                 | 67.2                 | 72.8                 |
| 1990                         | 70.5                 | 67.4                 | 73.0                 |
| 1991                         | 70.7                 | 67.6                 | 73.3                 |
| 1992                         | 71.0                 | 67.5                 | 73.8                 |
| 1993                         | 70.8                 | 67.0                 | 73.8                 |
| 1994                         | 70.5                 | 66.5                 | 73.8                 |
| 金正日時期與北韓饑荒時期     |                      |                      |                      |
| 公元年數                     | 總體預期壽命         | 男性預期壽命         | 女性預期壽命         |
| 1995                         | 60.8                 | 57.4                 | 63.6                 |
| 1996                         | 60.8                 | 57.5                 | 63.7                 |
| 1997                         | 60.9                 | 57.5                 | 63.8                 |
| 1998                         | 60.9                 | 57.6                 | 63.8                 |
| 北韓饑荒結束至金正日逝世時期 |                      |                      |                      |
| 公元年數                     | 總體預期壽命         | 男性預期壽命         | 女性預期壽命         |
| 1999                         | 60.9                 | 57.6                 | 63.9                 |
| 2000                         | 60.9                 | 57.6                 | 63.9                 |
| 2001                         | 60.9                 | 57.6                 | 63.9                 |
| 2002                         | 60.9                 | 57.6                 | 63.9                 |
| 2003                         | 69.4                 | 65.5                 | 72.9                 |
| 2004                         | 69.3                 | 65.4                 | 72.9                 |
| 2005                         | 69.2                 | 65.3                 | 72.8                 |
| 2006                         | 69.1                 | 65.2                 | 72.7                 |
| 2007                         | 69.0                 | 65.2                 | 72.6                 |
| 2008                         | 69.3                 | 65.6                 | 72.8                 |
| 2009                         | 69.7                 | 66.2                 | 73.0                 |
| 2010                         | 70.2                 | 67.0                 | 73.3                 |
| 2011                         | 70.8                 | 73.6                 | 67.7                 |
| 金正恩時期                   |                      |                      |                      |
| 公元年數                     | 總體預期壽命         | 男性預期壽命         | 女性預期壽命         |
| 2012                         | 71.3                 | 68.5                 | 73.9                 |
| 2013                         | 71.9                 | 69.2                 | 74.3                 |
| 2014                         | 72.5                 | 70.0                 | 74.7                 |
| 2015                         | 72.8                 | 70.4                 | 75.0                 |
| 2016                         | 73.0                 | 70.5                 | 75.2                 |
| 2017                         | 73.0                 | 70.4                 | 75.5                 |
| 2018                         | 73.0                 | 70.3                 | 75.6                 |
| 2019                         | 72.9                 | 69.9                 | 75.9                 |
| 2020                         | 72.8                 | 69.9                 | 75.7                 |
| 2021                         | 73.4                 | 71.3                 | 75.5                 |
| 2022                         | 73.6                 | 71.5                 | 75.7                 |
| 2023                         | 73.6                 | 71.5                 | 75.7                 |
| 2024                         | 73.7                 | 71.6                 | 75.9                 |
| 2025                         | 73.9                 | 71.7                 | 76.0                 |

### 食物攝取
北韓在1990年代遭受的饑荒，有致使50至300萬位北韓民衆身亡。且在惡劣天氣、化肥缺乏、國際援助減少等原因，北韓的糧食短缺問題自1990年代浮現後一直懸而未決，由此意味著北韓民衆普遍缺乏充足的糧食供應。根據世界糧食計劃署與聯合國糧食及農業組織在2008年對北韓民衆的調研，75%的受訪者表示有因爲糧食短缺問題而減少食物攝取量。在北韓民衆面臨的食物攝取不足原因當中，赤貧爲其中因素之一。聯邦研究部在2010年表示有27%的北韓民衆生活在赤貧綫以下，即這些北韓民衆的每日收入不足1美元。
由於糧食短缺，北韓境內有出現數量可觀的營養不良病案。在聯合國兒童基金會2009年發佈的報告中，有表示北韓是5歲以下兒童中度發育遲緩與重度發育遲緩發生概率最高的18個國度當中之一。聯合國兒童基金會在2017年再度發佈報告，表示2017年北韓兒童發育遲緩率已低於20%，相較於2009年的32%發育遲緩率有所下降。
截至2020年，聯合國估測有43%的北韓民衆有營養不良症狀，換算爲具體人數爲1100萬名北韓民衆。

### 口腔衛生

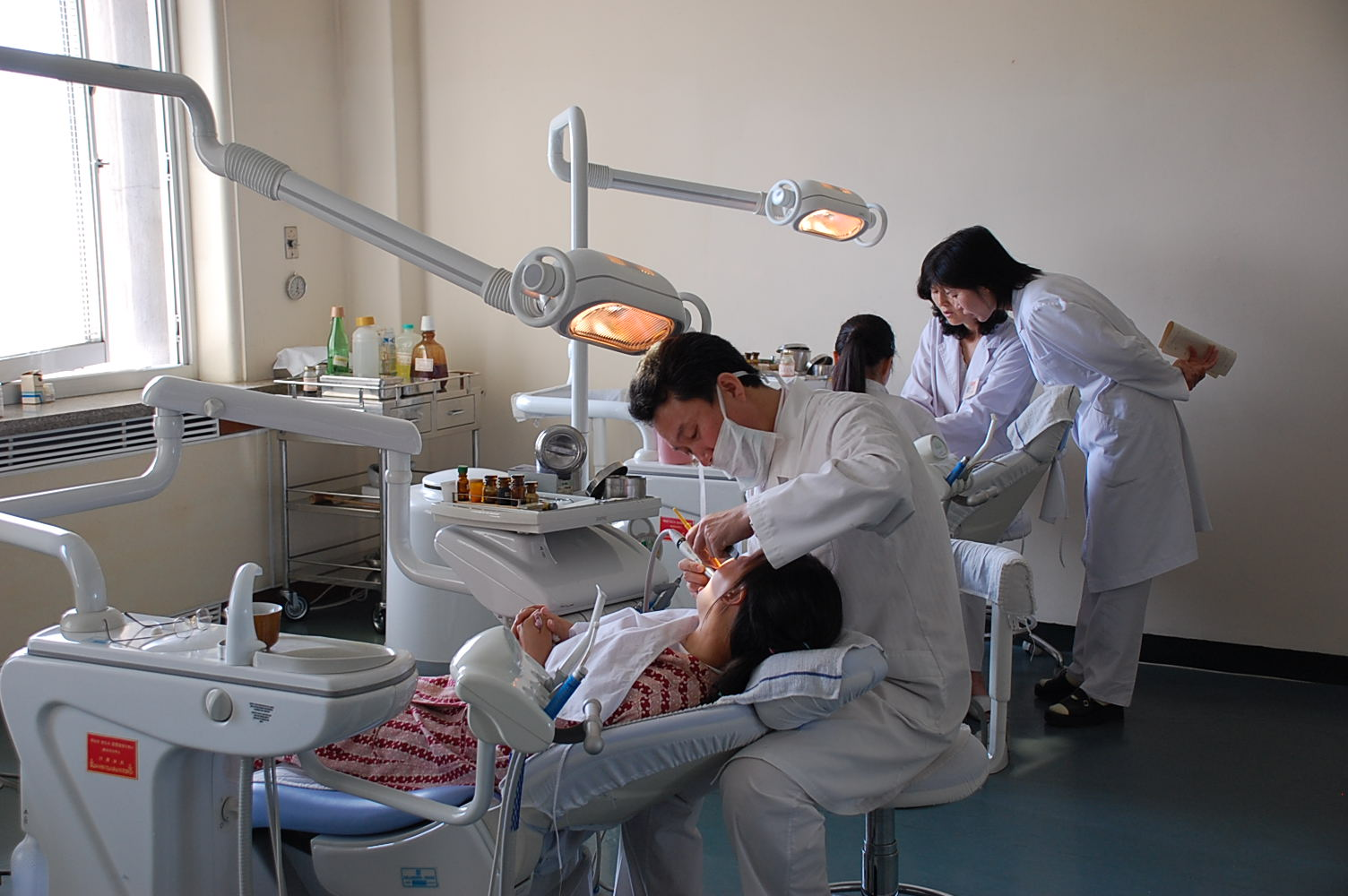
平壤產科醫院牙科科室一瞥

在2000年以前，由於北韓民衆的飲食當中幾乎不含糖分，因此鮮少有牙齒健康問題浮現。自2000年代開始，糖分以糕點與糖果的形式進入北韓民衆的生活當中，糖分普及方式以北韓城市區域爲核心向北韓鄉村區域輻射。北韓民衆對於牙膏的使用，尚未形成體系的規律使用習慣氛圍。

### 公共衛生
聯合國在2017年有對北韓的公共衛生進行調查，調查結果顯示雖然廁所在北韓境內的普及率可觀，但是北韓境內有93%的衛生設施均未與污水處理系統相連結。並且北韓農業有使用農家肥施肥的行爲，脫北者趙恩實表示，前往北韓田地勞作時會存在徒手以乾燥人類糞便施肥時間達12小時的狀況。農家肥的使用有增加北韓民衆傳播腸道寄生蟲的健康風險，並致使疾病透過糞口傳播的概率增加。聯合國的調查亦顯示有25%的北韓民衆曾飲用受到污染的飲用水。

## 疾病概況

### 非传染性疾病
在朝鲜，非传染性疾病（NCD）的风险因素涵盖了高城市化率、社会人口老龄化，以及男性吸烟和饮酒率的增加。
2013年数据显示，心血管疾病是朝鲜最主要的死亡原因。朝鲜的三大致命疾病分别是缺血性心脏病（占13%）、下呼吸道感染（占11%）和脑血管疾病（占7%）。
据报道，大约54.8%的朝鲜成年男性每天平均吸烟15支。城市工人的吸烟率略高于农业人口。此外，在男性中，过量饮酒的比例也很高，据世界卫生组织的定义，过量饮酒是指每人每次饮酒超过一瓶（26.3%的男性）。
朝鲜政府在其《2014-2020年预防和控制非传染性疾病国家战略计划》中将预防非传染性疾病列为优先事项，并于2005年批准了《世界卫生组织烟草控制框架公约》。截至2022年，它将预防糖尿病列为优先事项。

### 具传染病性疾病
2003年，肺结核、疟疾和乙型肝炎等传染病被描述为北朝鲜的地方病。据估计，2003年有4.5%的朝鲜人民患有乙型肝炎。
2009年，亚洲流感大流行影响了朝鲜。
2010年，国际特赦组织报告称，朝鲜正经历一场结核流行病，该疾病已感染该国5%的人口。该组织将这归因于“总体上人口健康和营养状况的恶化，以及公共卫生服务的衰退”。
2010年，报道称导致肺炎和腹泻的感染是导致儿童死亡的主要原因。2009年，据评估，朝鲜三分之一的学龄儿童患有由肠道寄生虫引起的疾病。

#### 冠状病毒爆发
2020年，朝鲜是因新冠病毒COVID-19大流行而最早关闭边境并采取其他措施的国家之一。2022年5月12日，朝鲜宣布首例病例。

#### 艾滋病毒/艾滋病
朝鲜政府一直坚称该国没有艾滋病。根据联合国艾滋病规划署的数据，2006年，朝鲜成年人口中只有不到0.2%的人是HIV阳性。2018年，世界卫生组织朝鲜办事处表示，朝鲜没有报告过HIV阳性病例。
2002年的一项研究发现，男性和女性对艾滋病毒/艾滋病都有一定的了解。三分之二以上的人知道如何避免感染艾滋病毒/艾滋病，对这种疾病的误解也很少。然而，根据联合国人口基金2001年的报告，即使是医院工作人员有时也对艾滋病的认识有限。跨越边境前往中国被视为一个风险因素。
2011年，朝鲜在艾滋病毒预防方面的支出为100万美元，前几年的数字与此类似。同年，朝鲜获得了7.5万美元的防治艾滋病毒/艾滋病国际援助。朝鲜设有检测点和诊所，但据报道，2006年时还没有抗逆转录病毒疗法。
朝鲜制定了针对某些艾滋病毒/艾滋病高危人群的惩罚性法律。联合国艾滋病规划署指出，这些法律会使艾滋病毒/艾滋病感染者蒙受耻辱，并阻碍他们接受治疗。朝鲜将性交易定为刑事犯罪。一些与毒品有关的罪行是死罪。另一方面，吸毒者不会被强制拘留。成年男性之间自愿的同性关系并不违法。朝鲜在发现来访者艾滋病毒呈阳性时会将其驱逐出境。
2019年，美国《科学》杂志报道称，该国的艾滋病毒感染人数高于预期，全国共有8362名艾滋病毒感染者。

## 韩国传统医学
大韩医师协会称，朝鲜超过 80% 的初级医疗依赖于朝鲜传统医药。协会表示，促进传统医学的发展是由于药品生产不足所导致的结果。朝鲜的法律要求并强调，西方医学必须与传统的朝鲜医学相结合。朝鲜医疗法第 31 条规定，医疗机构必须使用针灸和传统的朝鲜医学来治疗患者。该法的其他方面也强调发展传统和现代医学，这一点在大多数朝鲜医学期刊中得到了体现。

## 参阅
- 朝鲜残疾人